# Rödingsmarkt
Rödingsmarkt – stacja metra hamburskiego na linii U3. Stacja została otwarta 29 czerwca 1912. Znajduje się w dzielnicy Hamburg-Altstadt.

## Położenie
Stacja Rödingsmarkt jest stacją nadziemną, położoną na wiadukcie. Znajduje się nad Rödingsmarkt, na skrzyżowaniu z Willy-Brnadt-Straße i Ludwig-Erhard-Straße.